# Péronne
Péronne [peʁɔn] ist eine französische Gemeinde mit 7139 Einwohnern (Stand 1. Januar 2022) im Département Somme in der Region Hauts-de-France.

## Lage
Die Stadt liegt an der Mündung der Cologne in die Somme; daneben gibt es die beiden Kanäle Canal du Nord und Canal de la Somme. Im Stadtgebiet liegen zahlreiche Teiche.

## Geschichte

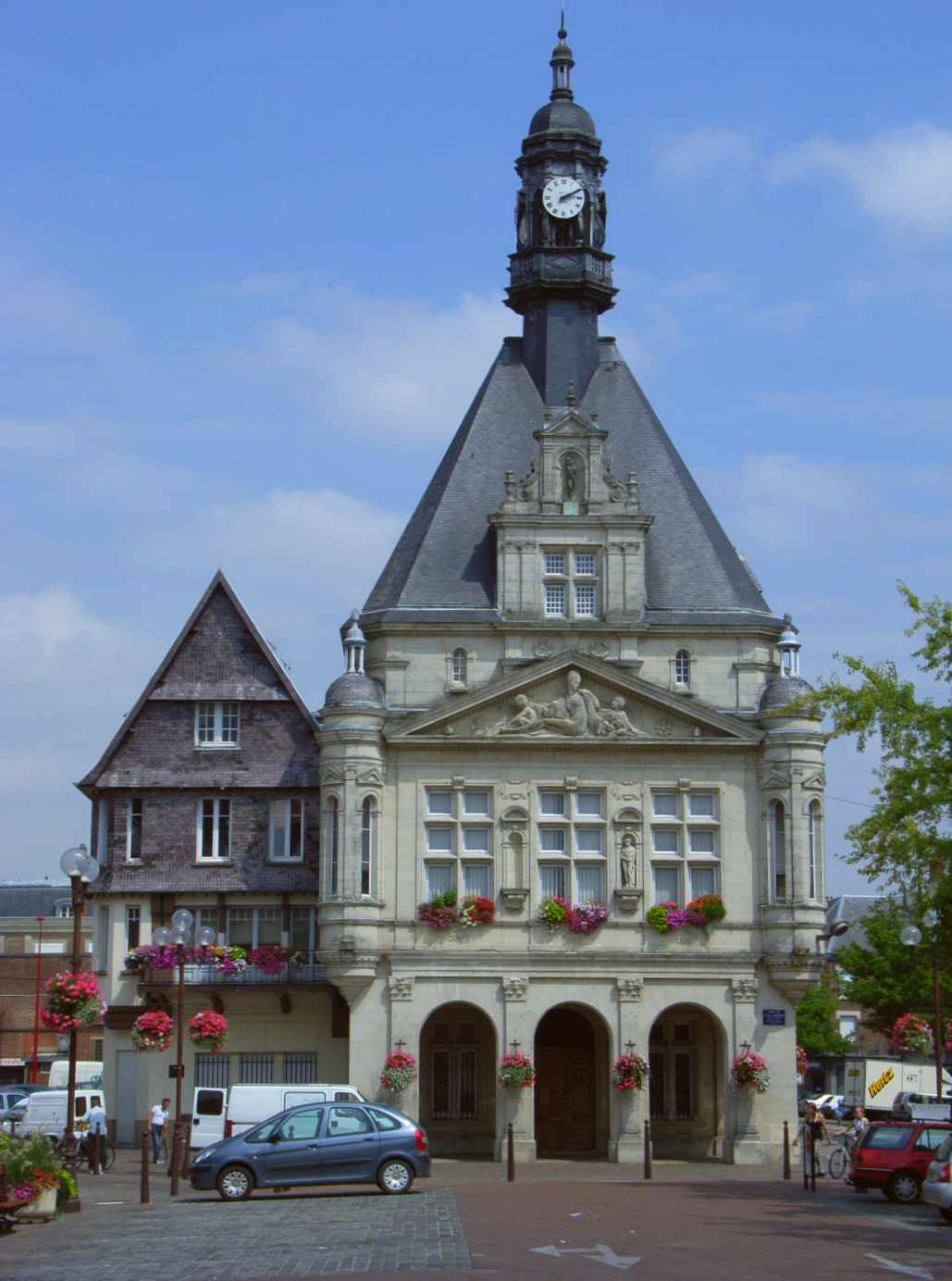
Rathaus

Der Ortsname deutet auf einen keltischen Ursprung Péronnes hin.
Péronne entwickelte sich in der Merowingerzeit und war der Hauptort der historischen französischen Provinz Santerre. König Guntram I. erließ hier 585 ein Kapitular. Der Hausmeier Erchinoald erbaute um 655 unter der Regierung Chlodwigs II. hier die Kirche des heiligen Fursy, die eine Pflanzstätte des irischen Mönchtums im Frankenreich wurde und bis in die Zeit der Französischen Revolution blühte. Ab dem 9. Jahrhundert gab es in Péronne auch eine Münzstätte.
Der französische König Rudolf  übertrug Péronne 924 dem Grafen Heribert II. Damit kam die Stadt in den Besitz der Grafen von Vermandois. Heribert II. hielt nun den abgesetzten König Karl III., den Einfältigen in Péronne gefangen; Karl starb dort am 7. Oktober 929 im Kerker. Ein Adelsgeschlecht, das den Leitnamen Robert führte, herrschte in den Jahren 1028 bis 1105 über die Stadt. Vertreter dieser aristokratischen Familie standen als Herren von Péronne in festen Lehensbeziehungen zu den Grafen von Vermandois und konnten Vorteile aus der ökonomischen Bedeutung des Ortes ziehen. Nach Süden hin unterstand ihnen ein gewisser Abschnitt des Flusses Somme; nach Norden zu konnten sie Einfluss bis nach Bapaume ausüben. Im frühen 12. Jahrhundert kam in Péronne eine neue Adelsdynastie an die Macht, die wohl eine engere Bindung an die Grafen von Vermandois hatte. Das von ihr kontrollierte umliegende Territorium wurde daher nicht mehr als Seigneurie, sondern als Kastellanei bezeichnet.
Philipp von Elsass hatte Péronne von seiner Gattin geerbt. Es fiel nach Philipps Tod 1191 während der Regierung König Philipps II. August an die französische Krone. In Péronne residierte nun ein königlicher Prévôt. Philipp August und der flandrische Graf Balduin IX. unterzeichneten hier 1200 den Frieden von Péronne. Im Jahr 1209 erteilte Philipp August dem Ort das Stadtrecht mit mehreren Privilegien, und König Karl V. erneuerte 1368 beides. Als Herren über Péronne ließen die französischen Könige hier eigene Münzen prägen; auch wählten sie die Stadt häufiger zu ihrem Aufenthaltsort. Ludwig IX. gab in Péronne am 24. September 1256 seinen Schiedsspruch (sog. Dit de Péronne) in einem Erbfolgestreit zwischen den Häusern Dampierre und Avesnes bekannt.
1435 trat König Karl VII. Péronne nebst anderen Städten an der Somme im Vertrag von Arras an Philipp den Guten von Burgund ab. 1463 vom französischen König Ludwig XI. zurückgekauft, fiel Péronne bereits 1465 wieder an den burgundischen Herzog Karl den Kühnen. Als Ludwig XI. 1468 einer Einladung Karls des Kühnen nach Péronne folgte, wurde er hier von diesem gefangen gesetzt und am 14. Oktober zur Unterzeichnung eines Vertrags gezwungen, der ihn zu großen Zugeständnissen und zur Teilnahme am Rachezug gegen Lüttich verpflichtete. Nach Karls des Kühnen Tod (1477) bemächtigte sich Ludwig XI. wieder der Stadt. Maria von Burgund forderte Péronne vergeblich zurück, und Kaiser Karl V. trat Péronne im Frieden von Madrid 1526 förmlich an Frankreich ab.
Graf Heinrich III. von Nassau belagerte das von Robert III. de La Marck verteidigte Péronne 1536 einen Monat lang vergeblich. Für diesen tapferen Widerstand erhielten die Einwohner Péronnes von König Franz I. einige Vorrechte bewilligt, so als Wappen ein gekröntes „P“ mitten zwischen drei goldenen Lilien. 1576 schloss sich die Stadt während der Religionskriege der Heiligen Liga an.
Am 26. Juni 1815 wurde Péronne während des Rückzugs der französischen Armee nach der Niederlage bei Waterloo von den Briten unter Wellington beim ersten Sturmangriff genommen. Im Deutsch-Französischen Krieg 1870/71 wurde die Stadt am 27. Dezember 1870 von den Deutschen eingeschlossen und zwei Wochen bombardiert. Unter der Zivilbevölkerung grassierten die Pocken; Péronne  kapitulierte am 9. Januar 1871.
Der Ort wurde auch im Ersten und Zweiten Weltkrieg zerstört. Im Ersten Weltkrieg lag Péronne an der deutschen Westfront. Bei einer Beschießung durch französische Truppen wurden 1916 unter anderem Bibliothek und Museum vernichtet. Am 2. September 1918 gelang australischen Truppen die Einnahme Péronnes (→ Hunderttageoffensive). Ein 80 Kilometer langer Rundweg führt von Péronne über die historischen Schlachtfelder der Somme u. a. zu den französischen und britischen Gedenkstätten von Rancourt und Thiepval bei Pozières.

## Bevölkerungsentwicklung
| Jahr      | 1962 | 1968 | 1975 | 1982 | 1990 | 1999 | 2011 | 2018 |
| Einwohner | 5081 | 7146 | 8568 | 9129 | 8497 | 8380 | 7796 | 7595 |

## Kultur und Sehenswürdigkeiten

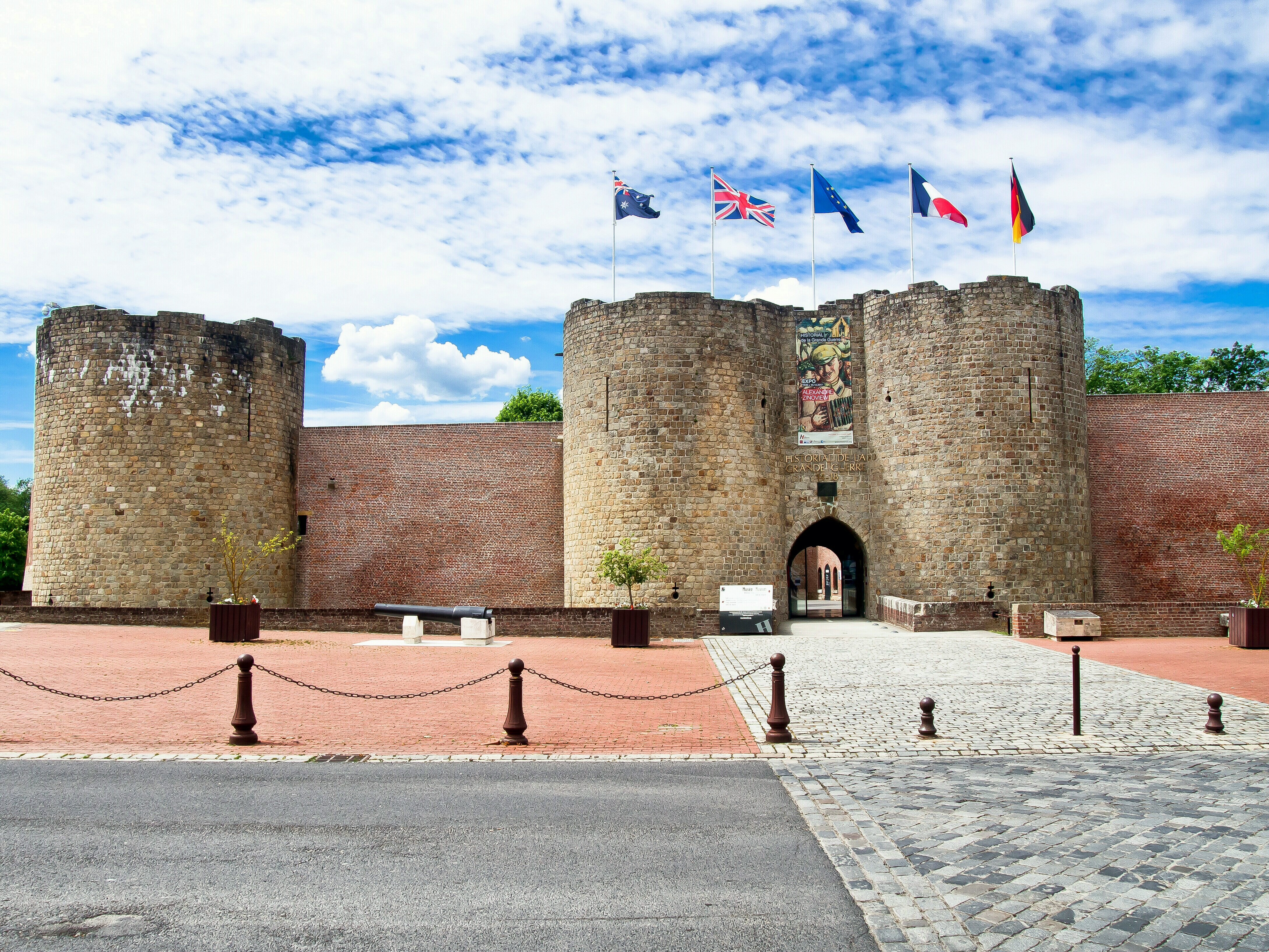
Eingang zum Historial de la Grande Guerre in der Burgruine

- In die Burgruine wurde 1992 ein von Henri Ciriani entworfenes modernes Museumsgebäude zur Geschichte des Ersten Weltkriegs, das Historial de la Grande Guerre integriert. Hier werden Parallelen der drei Hauptkriegsgegner Frankreich, Britisches Empire und Deutsches Reich aufgezeigt und anhand von Kriegsüberresten, Plakaten und Filmdokumenten historische und soziologische Dimensionen des Krieges veranschaulicht. Zu den ausgestellten Kunstwerken gehört auch der Radierzyklus Der Krieg des deutschen Künstlers und Weltkriegteilnehmers Otto Dix.
- Von der früheren Befestigungsanlage ist nur die Porte de Bretagne erhalten.
- Die gotische Hallenkirche Saint-Jean-Baptiste stammt aus dem frühen 16. Jahrhundert.

Siehe auch Saint Fursy

## Verkehr

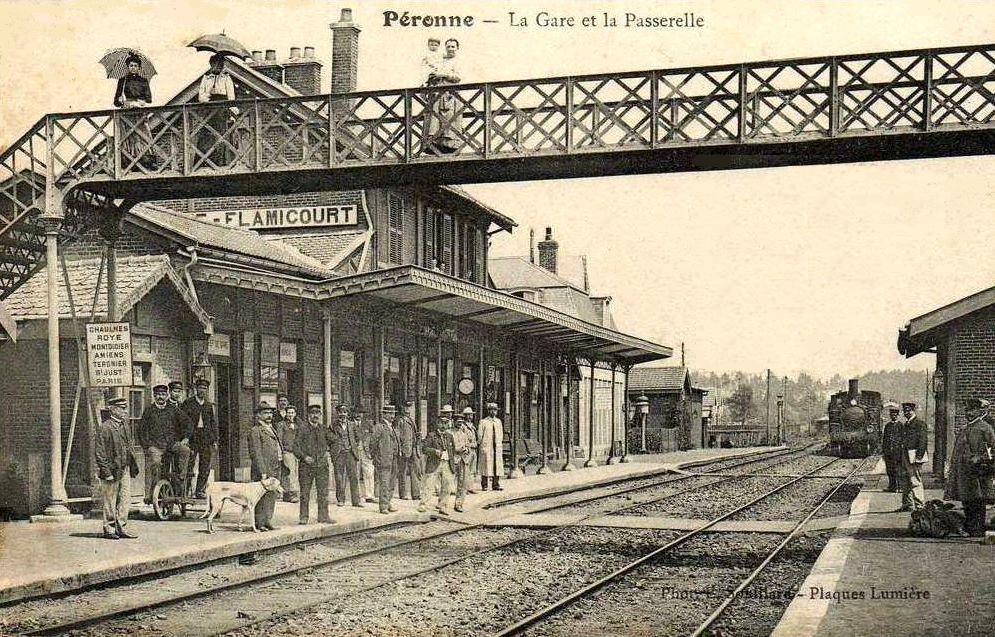
Bahnhof Péronne – Flamicourt (um 1900)

Bei Péronne zweigt von der Autobahn A 1 (Paris-Lille) die A 2 nach Brüssel ab. Paris ist etwa 140 km entfernt; nach St. Quentin sind es 29 km, nach Arras 50 km.
Der 12 km südöstlich gelegene Flugplatz Péronne-Saint Quentin dient der allgemeinen Luftfahrt.
Peronne hatte einen Bahnhof (Péronne-la-Chapelette) und stadtnah einen weiteren (Péronne – Flamicourt) auf dem Gebiet der angrenzenden Gemeinde Flamicourt an der Bahnstrecke Saint-Just-en-Chaussée–Douai, die 1873 von der Compagnie des chemins de fer de Picardie et des Flandres eröffnet wurde. Der Personenverkehr beider Stationen endete im Jahr 1970.

## Städtepartnerschaften
Die Gemeinde ist mit Altena in Deutschland und mit Blackburn in England verschwistert.

## Persönlichkeiten
- Louis-Mathieu Langlès (1763–1824), Philologe und Übersetzer
- Louis Debras (1819–1899), Maler
- Francis Tattegrain (1852–1915), Maler
- Pierre Mac Orlan (1882–1970), Schriftsteller
- Jean-Pierre Demailly (1957–2022), Mathematiker